# Conceptionele leeftijd
De conceptionele leeftijd (ook embryonale leeftijd en later foetale zwangerschap) is de leeftijd van een embryo bij een zwangerschap vanaf het moment van de conceptie (bevruchting).
In de beschrijving van de prenatale ontwikkeling van een foetus gebruikt men de conceptionele leeftijd. De leeftijd sinds de conceptie wordt ook postnataal (na de geboorte) nog gebruikt voor de schatting van verschillende risicofactoren. In dat geval wordt gesproken over de  postconceptionele leeftijd (PCA). De postconceptionele leeftijd is gelijk aan de conceptionele leeftijd bij de geboorte opgeteld bij de chronologische leeftijd (leeftijd vanaf geboorte). De leeftijd sinds bevruchting is een betere
 voorspeller voor het risico op intraventriculair hematoom (IVH) bij premature baby's die behandeld worden met extracorporele membraan oxygenatie (ECMO).
Bij de opvolging van een zwangerschap, en in de gynaecologie in het algemeen, wordt uitgegaan van de postmenstruele leeftijd die ongeveer twee weken meer is.